# Kanton Saint-Denis-3
Der Kanton Saint-Denis-3 ist seit 1949 ein Wahlkreis im französischen Département Réunion im Arrondissement Saint-Denis. Er umfasst einen Teil der Gemeinde Saint-Denis.